# ブラッド・デルプ
ブラッド・デルプ（Bradley Edward Delp、1951年6月12日 - 2007年3月9日）は、アメリカ合衆国のミュージシャン。ロックバンド「ボストン」のリードボーカルとして知られた。 

## 来歴

### 生い立ちと初期の来歴
マサチューセッツ州ダンバーズ（Danvers）に生まれる。13歳の時、 『エド・サリヴァン・ショー』でのビートルズの演奏を見て、ギターを購入。これが音楽との出会いとなる。
1970年、ダンバーズにあるHotWatt社でコーヒーメーカーの発熱部品の製造に携わっていた時、ボストンの創設者であるトム・ショルツ、ギタリストのバリー・グドロー、ドラマーのジム・マスデアに出会う。当時、彼らはカバーバンドでプレイしていたという。

### ボストンでの活動
ボストンのリードボーカルのオーディションに合格。ボストンのアルバム『幻想飛行』(1976年）『ドント・ルック・バック』（1978年）『サード・ステージ』（1986年）ではバックボーカルを含めて全てのボーカルを担当。ショルツとのコンビで数々のヒット曲を世に送り出した。1994年発表のアルバム『ウォーク・オン』には次項にあるRTZの活動の為に不参加。彼に替わってフラン・コスモがボーカルを担当したが、同アルバムは商業的には成功しなかった。
ステージでは曲によってギターやキーボード、ハーモニカも担当。多くのツアー・メンバーが入れ替わる中で、『ウォーク・オン・ツアー』も含めてボストンのステージの全てにショルツと共に立った。『ウォーク・オン・ツアー』ではコスモとツインボーカルを取ることになったが、「コスモは『実にキツい高音パート』を担当していた」と述べている。

### ボストン以外の活動
1980年に当時ボストンのメンバーだったグドローのソロ・アルバムでリード・ボーカルを担当し、数曲を共作した。1984年にはグドローがコスモらと結成したオリオン・ザ・ハンターのアルバムに客演した。さらにグドローとRTZを結成してアルバム"Return to Zero"（1989年）と"Lost"（1998年）でリードボーカルを担当した。2003年には共作アルバム"Delp and Goudreau"を発表した。
1984年に公開されたカナダ映画”Best Revenge”の音楽を担当したキース・エマーソン作'Playing For Keeps'のヴォーカルを担当した。
後年はボストンの活動休止中にはBeatlejuiceなるビートルズのカバーバンドでプレイしていた。
彼は30年来のベジタリアンであり、数多くの慈善運動に参加していた。

### 死
デルプはミック・デルプとの間に二児をもうけた後に離婚。2007年に計画されていたボストンのサマーツアーの合間に、長年交際していたガールフレンドのPamela Sullivanとの結婚を予定していた。
しかし同年3月9日、ニューハンプシャー州アトキンソン（Atkinson）にある自宅で死亡しているのを発見された。享年55歳。
同日、ボストンの公式サイトに「我々はロックンロール界で最もナイスな男を失った（We've just lost the nicest guy in rock and roll.）」というコメントが掲載された。死亡当日、彼はマサチューセッツ州ソマーヴィル（Somerville）でBeatlejuiceのパフォーマンスを予定しており、彼の死を受けてBeatlejuiceは今後のライブをキャンセルした。同月14日、死因は一酸化炭素中毒で、自殺だったことが警察から発表された。